# Namibias herrlandslag i fotboll
Namibias herrlandslag i fotboll representerar Namibia i fotboll för herrar, och spelade sin första den 16 maj 1989 som Sydvästafrika, och förlorade med 0-1 hemma mot Angola. Fotbollslaget går under smeknamnet "Brave Warriors" och kontrolleras av the Namibia Football Association. Laget har deltagit i de afrikanska mästerskapen, men inte i VM eller OS.